# Hangash
Hangash (un acrònim somali de "Unitat d'Intel·ligència Militar") fou una policia secreta del règim militar comunista de Somàlia dirigit per Siad Barre que va existir fins al 1991.
Fou creada després de l'intent de cop d'estat del 1978, amb el propòsit de mantenir la vigilància sobre les forces armades i sobre el Servei Nacional de Seguretat (SNS). Més tard va adquirir poders en matèries civils, duplicant al Servei Nacional de Seguretat. Segons un estudi de la Biblioteca del Congrés l'Hangash va esdevenir més temut que el SNS.
El SNS fou formalment dissolt el 1990 i moltes de les seves activitats van passar a l'Hangash i altres institucions de l'aparell de seguretat del règim, com la Cort Militar Mobil (CMM), el Consell Regional de Seguretat (CRS) i el Pioners de la Victòria. El 1991 el règim fou enderrocat i l'Hangash va desaparèixer.